# Marc-Théodore Bourrit

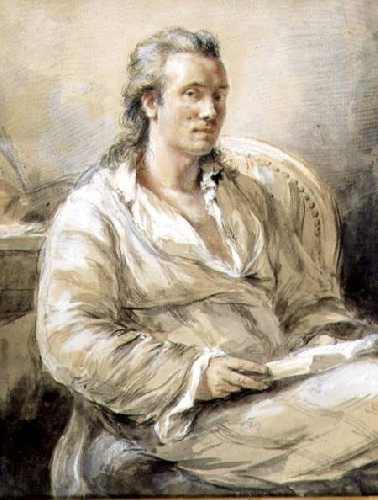
Porträt (1798, Jean-Pierre Saint-Ours)

Marc-Théodore Bourrit (* 6. August 1739 in Genf; † 7. Oktober 1819 in Lancy) war ein Schweizer Autor, Zeichner und Bergsteiger.

## Leben
Marc-Théodore Bourret stammte aus einer Familie, die französischer Herkunft war, aber aus Gründen der Religion Zuflucht in Genf gesucht hatte, wo sein Vater als Uhrmacher arbeitete. Bourrit war Künstler und Pastor zugleich. Wegen seiner Stimme wurde er 1768 Kantor der Kirche St. Peter in Genf.
Seit dem Aufstieg auf die Voirons (1761) entdeckte er seine Leidenschaft für das Bergsteigen und wollte sich der Erforschung der Alpen widmen. 1775 bestieg er als Erster den Buet (3096 m). 1784/1785 versuchte er sich als Erster an der Besteigung des Mont Blanc, wo er jedoch scheiterte. Die Erstbesteigung erfolgte im folgenden Jahr durch einen anderen Bergsteiger. Bourret liess sich nicht entmutigen und eröffnete 1787 die Route über den Col du Géant (3371 m) wieder, die in Vergessenheit geraten war. Ausserdem durchreiste er die Berge des Wallis und Berner Oberlands.
Er erhielt eine Rente von Ludwig XVI. und wurde von Kaiser Joseph II., der ihn in Genf besuchte, historiographe des Alpes genannt. Zum letzten Mal besuchte Bourrit Chamonix im Jahre 1812.

## Literarisches Werk

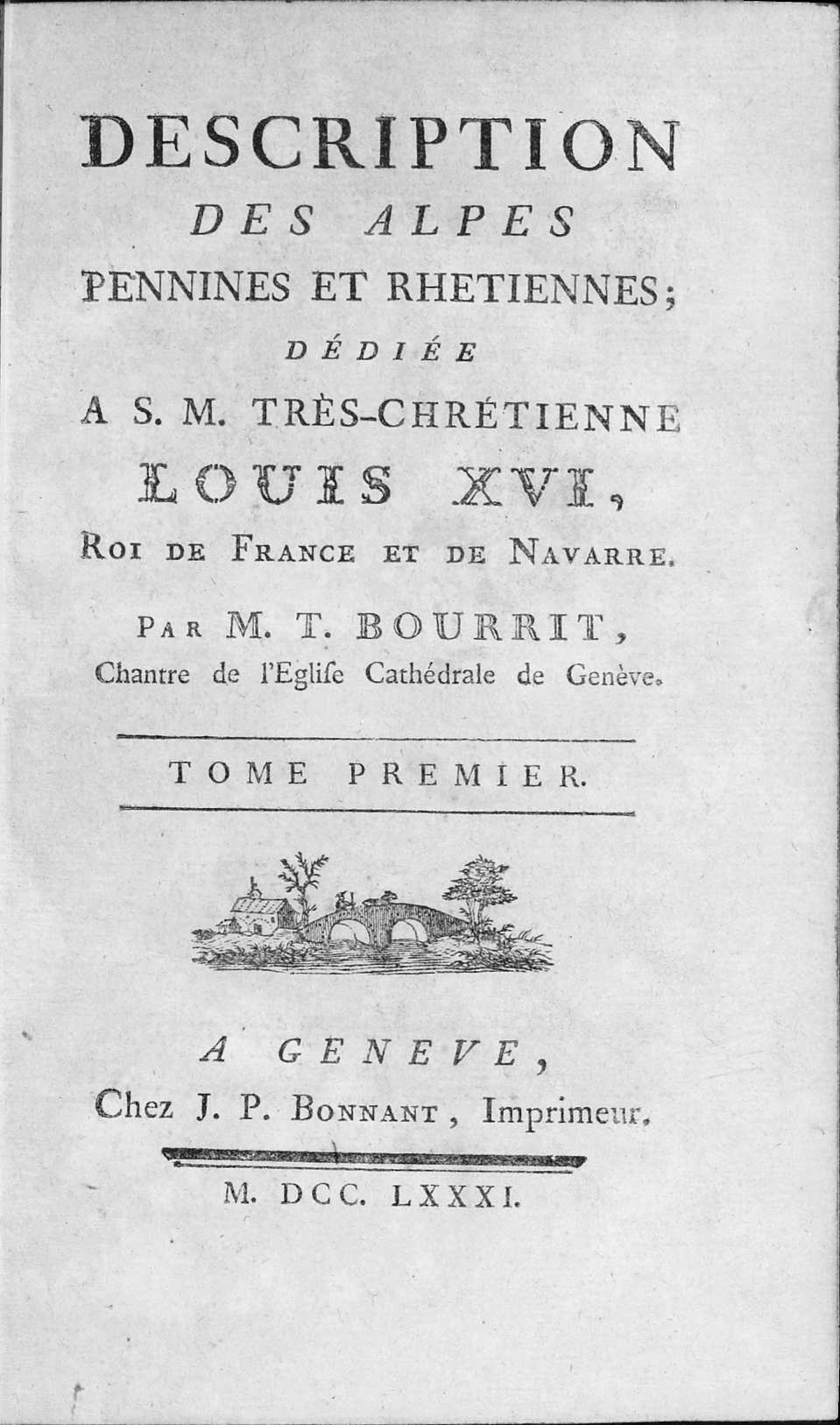
Description des Alpes Pennines et Rhetiennes, 1781

Bourrits Schriften sind in einem naiven, sentimentalen und eher pompösen Stil verfasst. Seine leidenschaftliche Liebe zu den Alpen, die er als Wunder der Natur und nicht als Objekte der wissenschaftlichen Studie ansah, kommt immer wieder zum Ausdruck. Zu seinen Hauptwerken zählt die Beschreibung des Glacières de Savoye 1773 (englische Übersetzung, Norwich 1775–1776), die Beschreibung des Alpes Penninen et rhétiennes (2 Bde., 1781) und die Beschreibungen des cols ou Passagen des Alpes (2 Bde., 1803). Seine Itinéraire de Genève und  Lausanne et Chamouni wurden mehreren Auflagen unterzogen und erst im Jahre 1791 veröffentlicht.